# Libertas Dubrovnik (javni prijevoznik)
Libertas Dubrovnik je  dubrovački javni prijevoznik sa sjedištem u  Mokošici.

## Popis autobusnih gradskih, prigradskih i otočkih linija

#### Gradske autobusne linije:
- 1A MOKOŠICA - PILE
- 2 GORICA - PILE
- 2A GLAVICA B.K. / SOLITUDO - PILE
- 3 NUNCIJATA - PILE
- 4 HOTEL PALACE - PILE
- 5 VIKTORIJA - BABIN KUK
- 6 BABIN KUK - PILE
- 7 KANTAFIG - BABIN KUK
- 8 VIKTORIJA - GRUŽ
- 9 OPĆA BOLNICA - PILE
- 17 BOSANKA - PILE

### ISTOK
- 10 DUBROVNIK - CAVTAT
- 11 DUBROVNIK - MOLUNAT
- 16 DUBROVNIK - PLAT
- 16A DUBROVNIK - SREBRENO
- 23 DUBROVNIK - BUIĆI
- 23A DUBAC / BRGAT - SREBRENO
- 25 DUBROVNIK - VODOVAĐA
- 27 DUBROVNIK - VITALJINA
- 29 DUBA - CAVTAT
- 30 VODOVAĐA - CAVTAT
- 31 VITALJINA - CAVTAT
- 38 DUBROVNIK - GRUDA

### ZAPAD
- 12 DUBROVNIK - SLANO
- 15 DUBROVNIK - STON
- 21 DUBROVNIK - OREBIĆ
- 22 DUBROVNIK - IMOTICA
- 26 DUBROVNIK - MAJKOVI
- 28 DUBROVNIK - OSOJNIK
- 35 DUBROVNIK - BRSEČINE

### MLJET
- 18 POMENA - SOBRA
- 19 SAPLUNARA - SOBRA

### ŠIPAN
- 20 LUKA ŠIPANSKA - SUĐURAĐ